# 부여 주암리 은행나무
부여 주암리 은행나무(扶餘 珠岩里 銀杏나무)는 대한민국 충청남도 부여군 내산면 주암리에 있는 은행나무이다. 대한민국의 천연기념물 제320호로 지정되어 있다.

## 개요
높이 23m, 둘레 9m의 이 은행나무는 1982년 천연기념물로 지정됐다. 전설에는 538년(성왕16년) 사비성 천도를 전후해 좌평 맹씨(孟氏)가 심은 것으로 알려져 있으며 수령은 약 1,500년 정도로 추정된다. 마을 주민들은 전염병이 돌 때마다 마을이 화를 면했기 때문에 은행나무를 신성한 나무로 여겼다고 한다.
백제, 신라, 고려가 망할 때마다 칡넝쿨이 이 나무를 감아 올라가 그 징후를 알렸다고 한다. 고려 시대에는 숭각사 주지가 은행나무 가지를 암자의 대들보로 사용하려고 베어 가려다 그 자리에서 죽었고 사찰도 폐허가 되었다는 이야기가 전한다. 또한 목신(木神)으로부터 조선의 건국 이야기를 엿들은 과객이 공을 얻고자 이성계를 찾아갔다가 오히려 의심을 사 목숨을 잃었다는 이야기도 전한다. 일제 강점기에는 한 일본인이 나무를 베려다 주민들의 강력한 반발로 실패했다 하며, 해방될 무렵에는 남향의 큰 나뭇가지가 통째로 부러져 영감(靈感)을 보여줬다는 이야기도 전해진다.

## 제의
마을 산의 형세가 사슴의 머리와 닮았고, 바위 샘터는 사슴이 놀다가는 신성한 곳이라 여겨 주민들은 이 은행나무를 중심으로 형성된 마을을 녹간(麓澗)마을이라 부른다. 녹간마을 주민들은 매년 정월 초 은행나무 앞에서 제의를 올리며 한 해의 풍년과 제액초복을 기원한다. 제사용 술 대신 나무 옆 샘물을 받아 올린다. 제의가 끝날 무렵 제관은 대동 소지에 불을 당기며 “참석하신 여러분의 운수대통을 올린다”고 고한 후 하늘을 향해 주민들의 소망을 띄워 보낸다. 제의를 마치면 모두가 한데 모여 샘물로 지은 메를 김에 싸서 음복한다. 이처럼 은행나무에는 주민들의 자연관, 역사관, 신앙관이 고스란히 담겨 있다.

## 현재 천연기념물로 지정되어 있는 은행나무
| 호수 | 품목                 | 지정(등록)일 | 소재지                                                         | 소유자(소유단체)                | 관리자(관리단체) |
| ---- | -------------------- | ------------ | -------------------------------------------------------------- | ------------------------------- | ---------------- |
| 30   | 양평 용문사 은행나무 | 1962.12.07   | 경기 양평군 용문면 신점리 626-1번지                            | 대한불교조계종 용문사           | 양평군           |
| 59   | 서울 문묘 은행나무   | 1962.12.07   | 서울특별시 종로구 성균관로 31 (명륜3가, 유림회관)              | 문화재청                        | 서울특별시       |
| 64   | 울주 구량리 은행나무 | 1962.12.07   | 울산 울주군 두서면 구량리 860번지                              | 울주군 외                       | 울주군           |
| 76   | 영월 하송리 은행나무 | 1962.12.07   | 강원 영월군 영월읍 하송리 190-4번지                            | 영월군                          | 영월군           |
| 84   | 금산 요광리 은행나무 | 1962.12.07   | 충남 금산군 추부면 요광리 329-8번지                            | 건설부 외                       | 금산군           |
| 165  | 괴산 읍내리 은행나무 | 1964.01.31   | 충북 괴산군 청안면 청안읍내로3길 8, (청안초등학교 내) (읍내리) | 충청북도교육감                  | 괴산군           |
| 166  | 강릉 장덕리 은행나무 | 1964.01.31   | 강원 강릉시 주문진읍 장덕리 643번지                            | 강릉시 외                       | 강릉시           |
| 167  | 원주 반계리 은행나무 | 1964.01.31   | 강원특별자치도 원주시 문막읍 반계리 1495-1번지                 | 원주시                          | 원주시           |
| 175  | 안동 용계리 은행나무 | 1966.01.13   | 경북 안동시 길안면 용계리 744외 8필                            | 국토교통부                      | 안동시           |
| 223  | 영동 영국사 은행나무 | 1970.04.27   | 충북 영동군 양산면 누교리 1395-14번지                          | 국토교통부 외                   | 영동군           |
| 225  | 구미 농소리 은행나무 | 1970.06.03   | 경북 구미시 옥성면 이곡1길 10 (농소리)                         | 건설부 외                       | 구미시           |
| 300  | 금릉 조룡리 은행나무 | 1982.11.09   | 경북 김천시 대덕면 조룡리 51외 2필                             | 김녕김씨충의공파김천금릉종중 외 | 김천시           |
| 301  | 청도 대전리 은행나무 | 1982.11.09   | 경북 청도군 이서면 대전리 638외 2필                            | 농림수산부 외                   | 청도군           |
| 302  | 의령 세간리 은행나무 | 1982.11.09   | 경남 의령군 유곡면 세간리 808외 3필                            | 의령군 외                       | 의령군           |
| 303  | 화순 야사리 은행나무 | 1982.11.09   | 전남 화순군 이서면 야사리 182-1번지 4필                        | 건설부 외                       | 화순군           |
| 304  | 강화 볼음도 은행나무 | 1982.11.09   | 인천 강화군 서도면 볼음도리 산186번지 외 1필                   | 강화군                          | 강화군           |
| 320  | 부여 주암리 은행나무 | 1982.11.09   | 충남 부여군 내산면 주암리 148-1번지 4필                        | 부여군 외                       | 부여군           |
| 365  | 금산 보석사 은행나무 | 1990.08.02   | 충남 금산군 남이면 석동리 709번지                              | 대한불교조계종 보석사           | 금산군           |
| 385  | 강진 성동리 은행나무 | 1997.12.30   | 전남 강진군 병영면 성동리 70번지                               | 건설교통부 외                   | 강진군           |
| 402  | 청도 적천사 은행나무 | 1998.12.23   | 경북 청도군 청도읍 월곡안길 28-293 (원리)                      | 적천사 외                       | 청도군           |
| 406  | 함양 운곡리 은행나무 | 1999.04.06   | 경남 함양군 서하면 운곡리 779번지                              | 함양군 외                       | 함양군           |
| 482  | 담양 봉안리 은행나무 | 2007.08.09   | 전남 담양군 무정면 봉안리 술지마을 1043-3번지                  | 건설부 외                       | 담양군           |
| 551  | 당진 면천 은행나무   | 2016.09.06   | 충청남도 당진시 동문1길 3 (면천면)                             | 충청남도교육청 외               | 당진시           |
| 562  | 인천 장수동 은행나무 | 2021.02.08   | 인천 남동구 장수동 63-6번지                                    | 충청남도교육청 외               | 남동구청         |